# Khalil Al Ghamdi
Khalil Al Ghamdi est un arbitre de football saoudien né le 2 septembre 1970. Il exerce également la profession d'enseignant.

## Carrière
Khalil Al Ghamdi est arbitre international depuis 2003.
Il a officié en tant qu'arbitre pendant les tournois suivants :
- Coupe du monde de football 2010
- Phase qualificative de la coupe du monde de football 2006 et 2010
- Jeux olympiques d'été de 2008
- Coupe d'Asie des nations de football 2007
- Coupe du monde des clubs 2006
- Coupe d'Asie des nations de football 2011

Il n'a pas officié pendant la Coupe du monde de football 2006 mais y a tout de même participé en tant qu'arbitre remplaçant au sein d'un groupe dit « de soutien et de développement » pour éventuellement pouvoir suppléer un arbitre titulaire en cas de blessure ou maladie par exemple.

## Critique
Durant la Coupe du monde 2010, il a relativement mal arbitré le match Suisse-Chili, distribuant en tout neuf cartons jaunes et un carton rouge. Les réactions dans la presse furent nombreuses pour le désavouer. L'entraîneur suisse, Ottmar Hitzfeld, le qualifiant même d' « arbitre amateur ».
Il récidive dans ses mauvaises performances en arbitrant de manière perfectible le match opposant l'Australie et le Japon, comptant pour les qualifications à la coupe du monde 2014, en donnant un carton rouge « au-delà de la compréhension » du coach australien Holger Osieck, et en accordant un penalty « à la surprise des deux équipes ».